# Jabach (Adelsgeschlecht)

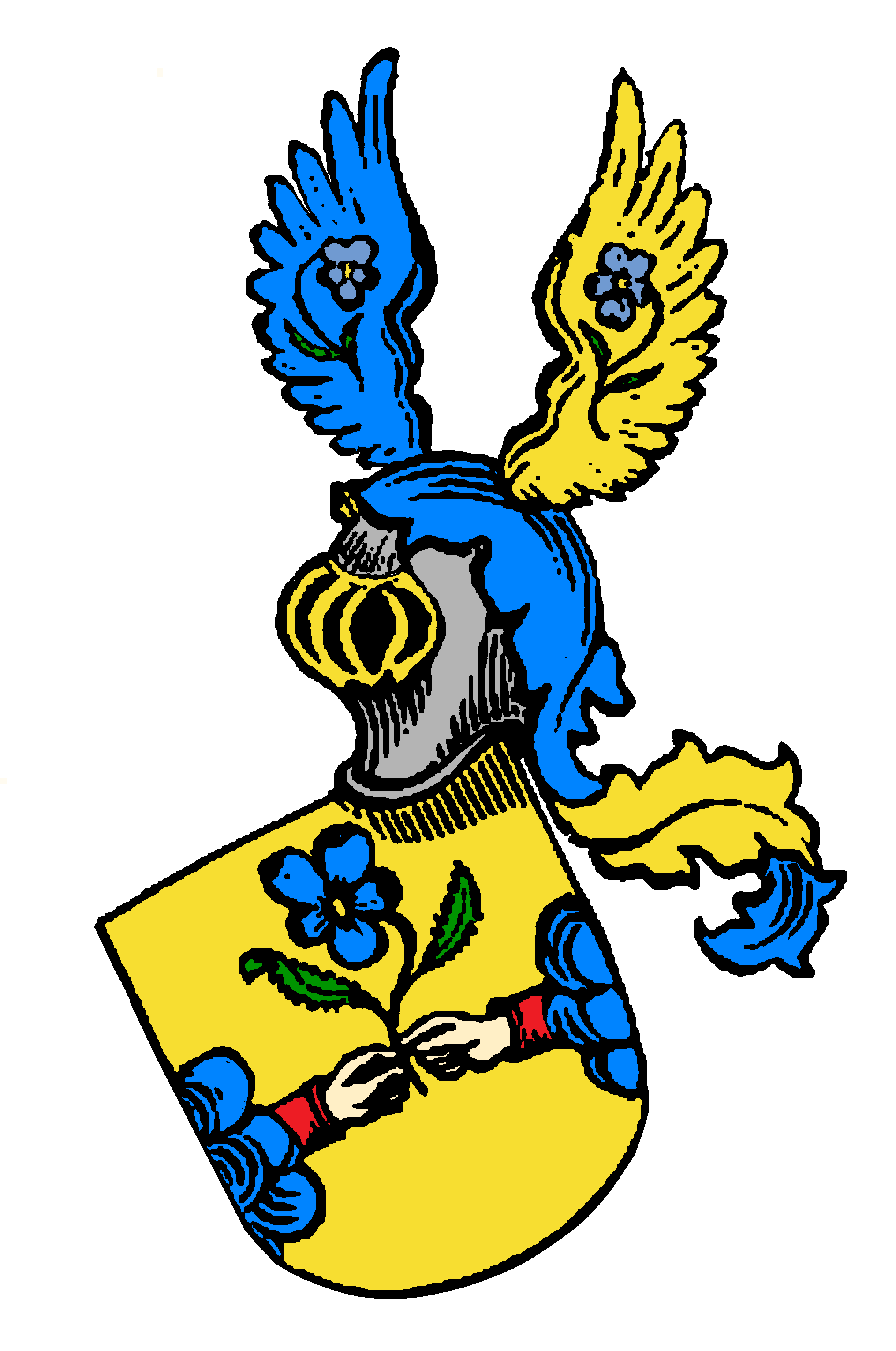
Wappen derer von Jabach

Die Familiendynastie Jabach erscheint in Köln erstmals Ende des 14. Jahrhunderts, ihre Mitglieder waren Pelz- und Fellmacher und später auch im Finanzsektor und als Kunstsammler tätig. 1488 wurde dem Geschlecht von König Maximilian der Reichsadel durch königlichen Adelsbrief verliehen, der 1621 der ratsfähigen Familie von Kaiser Ferdinand II. bestätigt wurde. Der Mannesstamm erlosch 1761.

## Bedeutende Personen der Dynastie

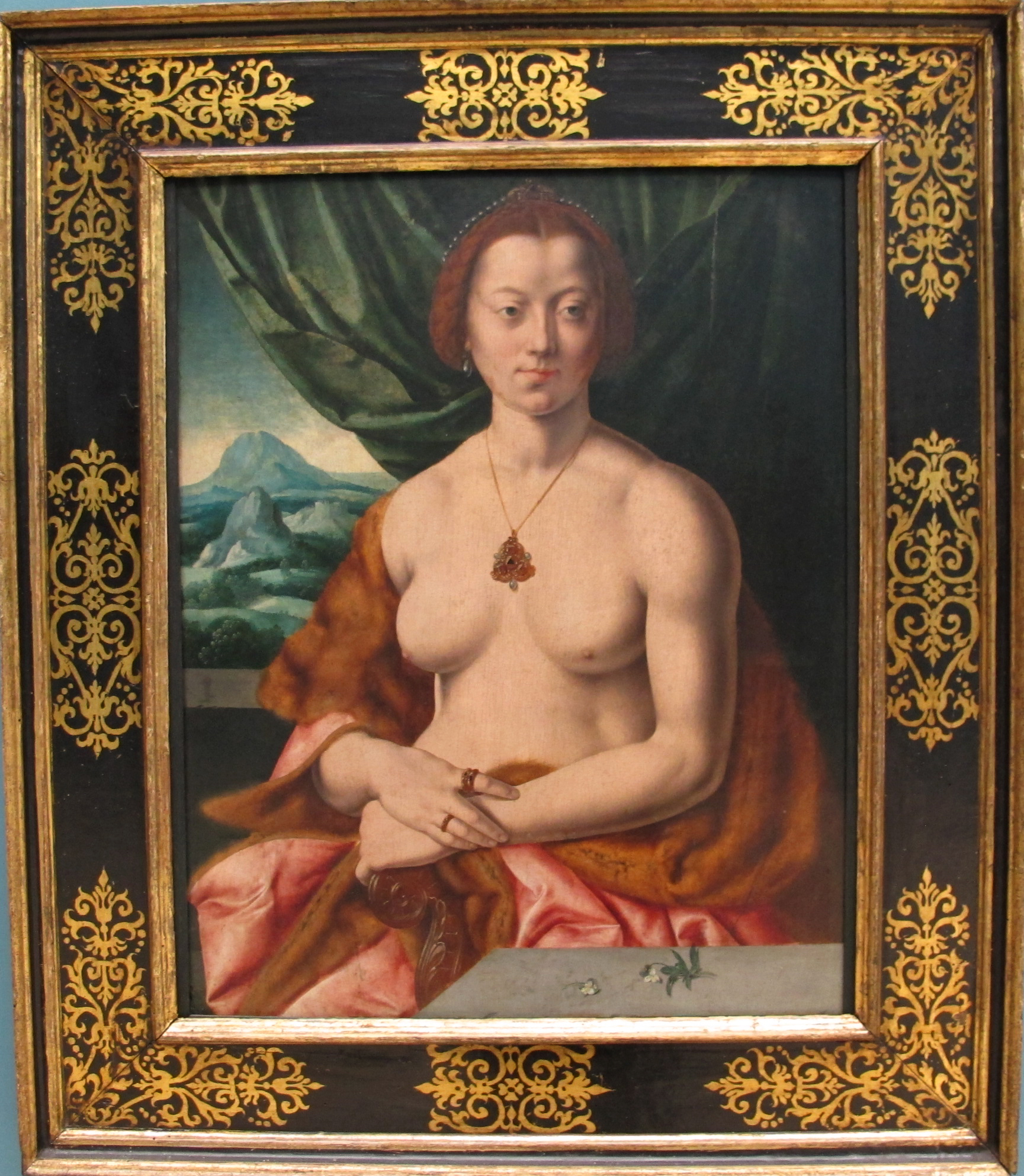
Mutmaßlich Katharina Jabach, die Konkubine des Kölner Erzbischofs und Kurfürsten Gebhard von Mansfeld

Umstritten sind die Ahnherren und ihre genauen Namen. Auf die Schreibweise des Namens in Kölner Schreinsbüchern (den heutigen Grundbüchern) – ob Jabeck, Jaebeck oder Jabach – ist angesichts der ehemaligen Regellosigkeit der deutschen Rechtschreibung kein Verlass. Verwirrend ist zudem, dass mindestens 6 Everhard (Eberhard) in der Dynastie auftauchten, die historisch von Bedeutung waren.

Eingangstor zum „Hôtel Jabach“, Paris – Aquarell von Jules-Adolphe Chauvet (1891)

Der Heimatforscher Peter Paul Trippen geht davon aus, dass Stammvater der Familie Peter Jabach (* 10. Mai 1397 in Lebach-Jabach) ist, der sich nach seinem Geburtsort Jabach bei Lebach nannte. Er heiratete am 14. Februar 1427 Catharina von der Recke und wohnte im Pfarrbereich von St. Severin, weil dort die Taufnachweise der Kinder aufbewahrt sind. Ein Sohn hieß Peter Jabach (* 1435, † 1503), den König Maximilian I. am 30. Oktober 1488 in den Adelsstand erhob. Johann Jakob Merlo ging indes in seiner genealogischen Forschung davon aus, dass Ahnherr der Familie Goedart (Gottfried) van Jabeck (* 16. April 1438 in Köln) sei, der erstmals am 21. Dezember 1469 urkundlich in Erscheinung tritt, als er von der Familie Johann Meynershagen das „Haus Hennegauwe“ (Hennegau) in der Kölner Bürgerstraße erwarb. Am 11. November 1478 kauften die Eheleute eine Erbrente von den Eheleuten Volmer van der Britzen auf das „Haus Wirtzburg“ in der Botengasse, das sie am 18. Dezember 1489 wieder veräußerten. Deren vermutlicher Sohn Arnould (Arnold) van Jabeck († 1516) erschien erstmals am 5. November 1490 beim Erwerb eines Hauses und wird als Pelzmacher („Buntwerker“) bezeichnet. Am 6. August 1501 erwarb er das „Huys zodeme Carbunckell“ (Zum Karbunkel) In der Höhle 28, nahe der heutigen Hohe Straße. Das Nachbarhaus bewohnte zwischen 1444 und 1451 der Dombildmaler Stefan Lochner. Arnould van Jabeck wird 1504 Ratsherr und verstarb im Februar 1516. Seine Tochter war vermutlich Catharina Jabach, die mit dem Kölner Erzbischof und Kurfürsten Gebhard von Mansfeld (* 1524) im Konkubinat lebte. Sie hatte mit ihm zwei Töchter, Sibylla und Dorothea von Mansfeld und bekam von ihm am 30. September 1557 das Haus „zur Glocke“ am Kölner Waidmarkt für die unehelichen Töchter geschenkt. Vom Haus fuhr sie – wie eine Fürstin – mit eigenem Wagen bei der Residenz des Erzbischofs vor. Ein Gemälde von Bartholomäus Bruyn dem Älteren aus dem Jahre 1535 soll sie darstellen. Die überwiegenden ikonografischen Argumente sprechen jedoch dagegen. Einerseits war Mansfeld zum Zeitpunkt des Gemäldes (1535) erst 11 Jahre alt und soll zu seiner Zeit als Kölner Domherr (1538) bereits ein Konkubinat zu der etwa 10–15 Jahre älteren Dame unterhalten haben. Die Datierung des Gemäldes auf 1535 zeigt eine ältere Frau und kein junges Mädchen. Andererseits sind auf dem Gemälde Wildstiefmütterchen zu sehen, deren ikonografische Deutung im Humanismus für die Schüchternheit und Sittsamkeit einer Frau stand, was auf eine Mätresse ebenso wenig zutrifft wie die Tatsache, dass de Bruyn eine Serie braver – bekleideter – Kölner Bürgersfrauen malte, in welche Catharina Jabach ebenfalls nicht passt. Catharina heiratete alsbald, denn am 19. April 1565 erwarb sie mit ihrem Gatten Wilhelm van Mulhem zwei Häuser in der Blindgasse.
Erstmals mit dem Nachnamen Jabach tauchte Jelis van Jabach auf, wohl der Bruder von Arnold van Jabeck. Jelis erwarb am 10. März 1503 zwei Häuser im Filzengraben (Vilzgassen), die er aber am 15. Oktober 1506 an Johann van Blyterswitch (Blitterswich) verkaufte. Die Schreibweise Jabeck tauchte erneut in einer Urkunde vom 15. März 1560 bei Johann Jabeck († 11. Juni 1556) auf. Testamentarisch bedenkt Johann Jabeck 5 Kinder, worunter erstmals ein Everhard (Eberhard) Jabach auftaucht.
- Everhard Jabach (* 1528, † 1579) wäre damit Everhard I Jabach. Everhard I überträgt am 11. Februar 1576 das ehemalige Backhaus in der Schildergasse an Arnolt(sic) Jabach, das „Schomanshaus“ in der Schildergasse geht gleichzeitig an Everhard I über. Er erwarb spätestens 1578 den Branderhof (Brannthoff) (Oberkülheim), der 1592 an Sohn Johann überging. Es folgte ein Grundstück in der Kölner Sternengasse 25, eingetragen erst nach seinem Tod am 3. September 1580. Der hintere Weingarten hierzu war ihm bereits am 25. Juni 1571 zugeschrieben worden. Am 26. Juni 1571 erwarb er Ländereien vor dem Gereonstor. Everhard I begann mit den Geschäftsverbindungen nach Antwerpen, wo er ein Handelskontor gründete. Er hatte 3 Kinder, darunter
- Everhard II († nach 1621 Köln): Ihm verdankt die Dynastie den größten Vermögenszuwachs.[13] Er heiratete am 20. November 1557 Helene Wickrath und übernahm 1566 die väterliche Niederlassung in Antwerpen als „Eberhard Jabach von Anttorf“ (= Antwerpen). Dort erhält er vom spanischen König alle „fryheyden ende immuniteten“ (alle Freiheiten und Rechtsschutz). Er betrieb den Pelzhandel sogar mit einer eigenen Handelsflotte. Ab 22. Dezember 1578 ist er als Kölner Ratsmitglied registriert. Eberhard II erhält am 21. Februar 1597 das Grundstück in der Sternengasse 25 zugeschrieben. Am 7. April 1601 erwarb er Nachbargrundstücke (Nr. 25a), so dass die Voraussetzungen für den Bau des Jarbacher Hofs geschaffen waren. Kaiser Ferdinand II. bestätigte im Jahre 1621 Eberhard II den Adelsstand.[14]
- Everhard III (* 21. Dezember 1567 Amsterdam, † 23. Mai 1636 Köln): Der zwischen Spanien und den nach Unabhängigkeit strebenden holländischen Provinzen tobende Achtzigjährige Krieg veranlasste die Familie des Everhard II im Jahre 1577 zur Rückkehr nach Köln. Dort heiratete Sohn Everhard III im Jahre 1594 Anna Reuter. Er sympathisierte mit Protestanten und wurde deshalb 1600 und 1603 nicht zum Kölner Ratsherren gewählt. Erst nach einem Bekenntnis zum Katholizismus erhält er 1620 die Ratsmitgliedschaft, war danach zwischen 1629 und 1635 Stimmmeister im Senat und erwarb 1617 das Rittergut Weiler. Er verstarb 1636, seine Frau 1637. Porträts von Everhard III Jabach und seiner Frau Anna Reuter, ausgeführt von Gortzius Geldorp, hängen im Rheinischen Landesmuseum in Bonn.[15]
- Eberhard IV (* 10. Juli 1618 in Köln, † 9. März 1695 Paris) übernahm 1636 in Köln das Bankgeschäft des Vaters, reiste 1637 nach London, um dort Selbstporträts bei Anthonis van Dyck in Auftrag zu geben. Er hielt sich im November 1637 wieder in Köln auf.[16] Hier gab Eberhard IV 1637 das wohl berühmteste Kölner Bild aus der Barockzeit, die „Kreuzigung Petri“ des Peter Paul Rubens, in Auftrag. Rubens konnte das Gemälde bis zu seinem Tode weitgehend fertigstellen.[17] Es befindet sich seit 1642 in der Kirche St. Peter. Everhard IV zog 1638 nach Paris, wurde dort 1642 Kardinal Jules Mazarins Finanzverwalter und 1647 Bürger von Paris, ohne die Kölner Bürgerschaft aufzugeben. Am 28. Oktober 1648 heiratete er in Köln Anna Maria von Groote, die Tochter des Kölner Kaufmanns Heinrich von Groote; beide zogen nach Paris, wo 1650 die älteste Tochter Anna Maria zur Welt kam. Nach der Hinrichtung König Karls I. im Jahre 1649 ersteigerte Eberhard IV in London im Rahmen des „Commonwealth Sale“ 100 wertvolle Gemälde und mehr als 6000 Zeichnungen und 1655 einen Teil der ehemaligen Sammlung Arundel.[18] Diese umfangreiche Sammlung brachte er in einem von Pierre Bullet am 10. Oktober 1659 für Jabach fertiggestellten Hôtel particulier in der früheren rue Saint-Médéric 46[19] unter. Dort, wo die heutige rue Saint-Merri an den Vorplatz des Centre Georges Pompidou in Höhe des Café Beaubourg (Costes) und an die rue Saint-Martin stößt, hatte Jabach Wohnung, Kontor und Lager. Tochter Maria Anna Jabach verkaufte das Hotel im Jahre 1701.

Familienporträt von Eberhard IV Jabachs Familie – Gemälde von Charles Le Brun (1660)

Charles Le Brun malte die Familie 1660 auf einem künstlerisch und historisch bedeutsamen Bild mit monumentalen Ausmaßen von 2,33 Meter × 3,25 Meter. Es zeigt die Familie von Eberhard Jabach IV., seine Gattin Anna Maria de Groote (1624–1701); abgebildet sind auch die Kinder Maria Anna (1650–1706), Helena (1654–1701), Everhard (1656–1721) und Säugling Heinrich (1659–1709). Die auf dem Boden liegenden Gegenstände (Bibel, Sebastiano Serlios Architekturführer, Kompass, Zeichnung, eine Marmorbüste, ein Buch und ein Globus) symbolisieren die kulturellen Interessen der Familie. Das Bild kam 1695 nach Köln und schmückte den Jabacher Hof. 1814 gelangte es zur Erbengemeinschaft der Familie von Groote, die es im Hause des Everhard von Groote in der Glockengasse 9 platzierte, wo es am 4. Mai 1886 versteigert wurde. Im Mai 2014 ersteigerte es das New Yorker Metropolitan Museum of Art. Goethe beschrieb das Bild begeistert in Aus meinem Leben. Dichtung und Wahrheit. 1662 musste Eberhard IV aus finanziellen Gründen den größten Teil seiner Gemäldesammlung an König Ludwig XIV. verkaufen, der sie in sein „Cabinet du roi“ aufnahm und an den Louvre weitergab. Das Familienportrait wurde nicht an König Ludwig verkauft und gehört deshalb zu den wenigen Werken aus dem Besitz der Jabachs, die nicht im Louvre landeten. Erneut in finanzieller Not (bedrängt von seinen Gläubigern), verkaufte Jabach am 29. März 1671 an König Ludwig 101 Gemälde und 5542 graphische Blätter der größten Meister für 221.338 Livres, die den Grundbestand des heutigen Louvre bildeten. Er sammelte jedoch unbeeindruckt weiter und brachte es erneut auf 672 Gemälde, 4105 Zeichnungen und 303 Kupferplatten. Er konnte sich finanziell schnell erholen, denn im Jahre 1691 zählte Jabach wieder zu den „forts banquiers“ (große Bankiers) in Paris. Er wurde 1695 in der spätgotischen Kirche Saint-Merry bestattet.
- Der auf dem Familiengemälde abgebildete Eberhard V (* 13. September 1656 Köln, † 3. März 1721 Köln) lebte seit 1680 dauerhaft im Jabacher Hof, wurde 1688 zum Ratsmitglied gewählt und ging 1696 zwecks Verwaltung des väterlichen Nachlasses nach Paris. Die Zeichnungen erhielt der Pariser Kunstsammler Pierre Crozat, der Rest verstreute sich in alle Welt. Er hatte 5 Söhne und eine Tochter, wovon Gerhard, Michael, Franz Anton (1695–1761) und Johann Engelbert (1697–1747) ebenfalls Kunstsammler waren. Sein Bruder Johann Engelbert von Jabach war Domherr im Erzbistum Köln.
- Der kinderlos gebliebene Eberhard VI. (* 11. März 1684 Köln, † 10. August 1742 Köln) leitete ab 1724 das Handelsgeschäft in Livorno und bewohnte spätestens seit 1741 den Jabacher Hof. Als letzte Familienangehörige verstarb 1772 Maria Esther Dulman, die Witwe von Eberhard VI.

## Jabacher Hof

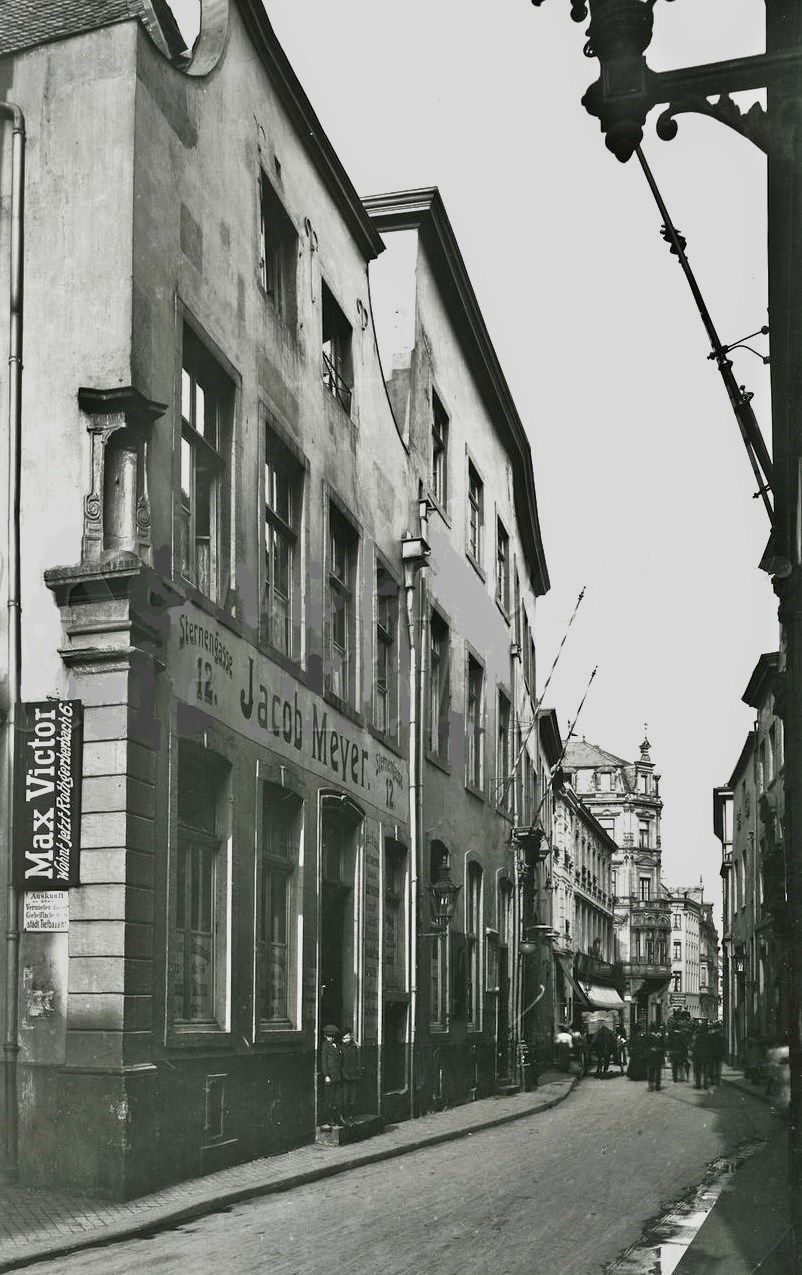
Sternengasse 10 – Jabacher Hof, im Vordergrund links Nr. 12 (1910)

Köln, Sternengasse 25a: Jabacher Hof (Treppenturm und untere Laubenstockwerke) vor dem Abriss 1900

Köln, Sternengasse 25a: Jabacher Hof, Sternensaal mit zweijochigem Sterngewölbe (1892)

Auf dem Grundstück Nr. 25 befand sich das seit 1330 bezeugte „Guntershaus“. Späterer Vorbesitzer des Hauses Nr. 25 war der Schreinsbuchschreiber Heinrich Wickrath, der es 1557 seiner Tochter Helene Wickrath (1531–1585) und deren Mann Everhard II. Jabach (1528–1579) vererbte. Unter dem 3. September 1580 stand folgende Eintragung im Schreinsbuch: „Wilne dem Ersamen Euertten Jabach und Helenen Wickrats noch lebendt, gewesenen eheleuten“.
Der Jabacher Hof war ein palastartiges Anwesen in der Sternengasse 25–25a. Die Familie erwarb zunächst ab 26. Juni 1571 die Grundstücke. Der Baubeginn des Neubaus lässt sich nicht mehr eindeutig datieren, wird jedoch 1592 gewesen sein; die Kaminplatten aus Eisenguss trugen diese Jahreszahl. Eine Erweiterung fand 1598 statt. Das Anwesen fungierte zunächst als Kontor und Warenlager, erst 1615 nutzte es die Familie als Wohnhaus. Den Jabach'schen Hof bewohnten nacheinander vier Angehörige der Familie Jabach. Er hatte einen 20 Meter hohen Treppenturm mit 84 steinernen oberirdischen und 31 hölzernen Treppenstufen und besaß aufwändige Stuckarbeiten, Erker, Holzvertäfelungen und Kunstverglasung. Wie in den meisten vornehmen Anwesen jener Zeit gab es eine Hauskapelle. Sie – und andere Teile des Hofes – gestaltete der in Köln lebende Löwener Maler Gortzius Geldorp. Der Gartensaal in Nr. 25a maß 8,40 Meter × 6,20 Meter und besaß ein zweijochiges, von einem Sterngewölbe überdeckten und mit Konsolen und Fensterpfeilern versehenen Saal. Der Umbau des gotischen Hauses erfolgte erst durch Everhard III. Jabach (1567–1616). Johann Hontum, seit 1633 verheiratet mit Sibilla Jabach, der dritten Tochter des Jabach III., war Leiter des Kölner Handelshauses der Jabachs. Everhard IV. reiste 1637 nach London, kehrte im November 1637 wieder zurück nach Köln und heiratete in Köln am 28. Oktober 1648 Anna Maria de Groote. Beide zogen nach Paris, Everhard hielt sich im August 1654 wieder in Köln auf, sein letzter Aufenthalt im Jabacher Hof ist für September 1656 nachgewiesen.
Jan Rubens (1530–1587), sein Sohn Peter Paul Rubens (1577–1640) und Maria de’ Medici lebten – letztere von Oktober 1641 bis zu ihrem Todestag am 3. Juli 1642 – nicht, wie oft behauptet, hier, sondern im Groensfelder Hof, Sternengasse 10. Goethe wohnte bei seinem Köln-Besuch am 24./25. Juli 1774 im Gasthof „Zum heiligen Geist“ am Thurnmarkt 16 und besuchte den Jabacher Hof, wo er das monumentale Familiengemälde bewunderte.
Nach Aussterben der Jabach-Dynastie folgte als Eigentümer des Jabacher Hofs 1772 der verwandtschaftlich verbundene Ferdinand de Groote, seit spätestens 1791 der Kanonikus Johann Matthias de Bors von Overen, der ihn am 17. November 1791 für 12 Jahre an Everhard Oswald Freiherr von Mering verpachtete. Hier kam am 17. März 1799 sein Sohn Friedrich Everhard von Mering zur Welt. Mering erwarb 1802 das Monschau-Haus in der Severinstraße 162. Letzter Eigentümer das Jabach-Hofes war der Kölner Wohltätigkeitsverein. Um 1900 ersetzte man den Jabacher Hof größtenteils durch einen Neubau, wobei nur der unter Denkmalschutz stehende Gartensaal erhalten blieb. Eine vollständige Zerstörung brachte der Zweite Weltkrieg.

## Bankgeschäft
Über die Bankierstätigkeiten der Jabachs ist wenig bekannt. Es kann bezweifelt werden, ob es sich wirklich um Unternehmen handelte, die gewerbliche Bankgeschäfte betrieben. Möglicherweise haben die Jabachs in ihren Handelsunternehmen auch Finanzgeschäfte abgewickelt, die jedoch nicht die Bezeichnung Bankgeschäft rechtfertigten. Eberhard IV übernahm 1636 in Köln das „Bankgeschäft des Vaters“ und 1642 in Paris Kardinal Jules Mazarins Finanzverwaltung. Das Bankhaus der Herren René Jacquemart und Doulcet d'Egligny in Paris firmierte als „Comptoir Commercial“ (Handelskontor) oder als „Caisse Jabach“ (Kasse Jahrbach) und lag in der rue neuve Saint-Merri 46. „Das Comptoir Commercial ist eine Skontobank für Handel und Fabrikanten, um diesen Geldmittel zur Verfügung zu stellen.“ Es besaß das Recht zur Ausgabe von Banknoten, so dass es sich um eine wirkliche Bank handelte. Wegen deren Gründungsjahr 1800 ist es allerdings unwahrscheinlich, dass ein Familienmitglied der Jabachs unternehmerisch als Bankier involviert war; denn zu jener Zeit war der Familienstamm bereits ausgestorben. Vielmehr stammt die Firmierung als „Caisse Jabach“ vom Jabachschen Haus, in dem das Bankhaus residierte. Es meldete bereits am 3. Oktober 1813 Konkurs an.
In Livorno gab es ein Handelshaus, das oft als Bank bezeichnet wurde. Eberhard VI leitete hier ab 1724 die Geschäfte, die zunächst ab 1742 vom unverheirateten Bruder Gerhard Michael (* 13. November 1688 Köln, † 26. Mai 1751 Livorno) und danach vom ebenfalls unverheirateten Franz Anton Jabach (* 20. Juli 1695 Köln, † 13. Februar 1761 Livorno) ab 1751 fortgeführt wurden. Dieser versteigerte die ererbte Kunstsammlung der Familie am 16. Oktober 1753 in Amsterdam und verstarb kinderlos in Livorno. Mit dem Tod des – kinderlos gebliebenen – Franz Anton Jabach im Jahre 1761 erlosch der Mannesstamm der Jabachs.

## Wappen
Das Wappen (1488 von König Maximilian verliehen) zeigt in Gold zwei aus blauen Wolken an den Seiten wachsende rotgekleidete, sich die Hand reichende Arme, die eine blau blühende Blume (Vergissmeinnicht) halten. Auf dem Helm mit blau-goldenen Decken ein blauer, wachsender gekrönter Pfau mit offenen Flügeln, von denen der eine blau, der andere golden ist; auf jedem ist das Vergissmeinnicht wiederholt Zuweilen fehlt der Pfau. Bei der Reichsadelsbestätigung 1621 wurde auch dieses Wappen bestätigt, erscheint dann aber auch mit zwei gestürzten Spitzen im Schildhaupt und einem Ring im Schildfuß, sowie auf dem Helm mit Helmkrone und als Helmzier ein Pferderumpf zwischen den Flügeln.

## Sonstiges
Der Louvre widmete den Werken des Kunstsammlers zwischen Juni und September 2013 die Ausstellung „The Everhard Jabach collection of Northern Art“ mit Gemälden aus der von Jabach an den Louvre verkauften Sammlung von Albrecht Dürer, Hans Holbein der Ältere, Mathijs Bril, Bernard van Orley, Peter Paul Rubens und van Dyck. Nach der Familie Jabach ist in Köln die nur 57 Meter lange Jabachstraße in der Nähe der Kirche St. Cäcilien benannt.